# Will Rock
Will Rock är ett datorspel tillverkat av Saber Interactive. Spelet uppmärksammades inte mycket då det kom på grund av att föregångarna Serious Sam tekniskt sett redan hade allt Will Rock har.

## Handling
Spelaren tar på sig rollen som arkeologen Will Rock. En grupp vid namn Olympian Restoration Army har lyckats med att återuppliva gamla grekiska varelser, så som Zeus, och dessa monster har nu kidnappat Will Rocks flickvän. Will Rock får ett uppdrag av Prometheus, en annan grekisk gud, som ger honom redskapen till att förgöra Zeus och rädda sin flickvän.
Spelets singleplayer innehåller tio banor med hundratals monster. Under vissa tillfällen attackerar tiotals fiender spelaren samtidigt, men spelaren har i sin arsenal ett antal vapen till sin förmån.